# Dimethoxymethan
Dimethoxymethan, auch als Methylal bezeichnet, ist eine klare, farblose, entzündliche Flüssigkeit mit niedrigem Siedepunkt, niedriger Viskosität und guten Lösungsmitteleigenschaften.

## Gewinnung und Darstellung
Dimethoxymethan kann durch Oxidation von Methanol oder Reaktion von Formaldehyd mit Methanol hergestellt werden.

## Eigenschaften

### Physikalische Eigenschaften
Dimethoxymethan ist eine farblose, flüchtige, leicht entzündliche, nach Chloroform riechende Flüssigkeit. Unter Normaldruck siedet die Verbindung bei 42 °C.  Die Dampfdruckfunktion ergibt sich nach Antoine entsprechend log10(P) = A−(B/(T+C)) (P in kPa, T in K) mit A = 5,50613, B = 804,78 und C = −85,3 im Temperaturbereich von 273 bis 316 K bzw. mit A = 7,06105, B = 1623,024 und C = 5,834 im Temperaturbereich von 273 bis 318 K. Die kritischen Größen betragen 480,6 K für die kritische Temperatur, 39,5 bar für den kritischen Druck und 4,69 mol·l−1 für die kritische Dichte. Mit den meisten organischen Lösemitteln ist es mischbar. Mit einem Wasseranteil von 2,69 Mol% wird bei einem Druck von 101,38 kPa ein bei 41,9 °C homogen azeotrop siedendes Gemisch gebildet.

### Chemische Eigenschaften
In Gegenwart von wässrigen Säuren hydrolysiert die Verbindung zu Formaldehyd und Methanol. Dimethoxymethan neigt in Gegenwart von Luft zur Bildung von Peroxiden.

### Sicherheitstechnische Kenngrößen
Die Verbindung bildet leicht entzündliche Dampf-Luft-Gemische. Sie hat einen Flammpunkt von −30,5 °C. Der Explosionsbereich liegt zwischen 2,2 Vol.‑% (71 g/m3) als untere Explosionsgrenze (UEG) und 19,9 Vol.‑% (630 g/m3) als obere Explosionsgrenze (OEG). Die Grenzspaltweite wurde mit 0,86 mm bestimmt. Es resultiert damit eine Zuordnung in die Explosionsgruppe IIB. Mit einer Mindestzündenergie von 0,2 mJ sind Dampf-Luft-Gemische extrem zündfähig. Die Zündtemperatur beträgt 235 °C. Der Stoff fällt somit in die Temperaturklasse T3.

## Verwendung
Dimethoxymethan wird vor allem als Lösemittel und in der Produktion von Parfüm, Harzen, Farblösern und Schutzanstrichen verwendet. Es wird außerdem als Kraftstoffadditiv und als synthetischer Kraftstoff erprobt.